# En Mölna-elegi
En Mölna-elegi, med undertiteln Metamorfoser, är en diktsvit av Gunnar Ekelöf utgiven 1960.
Sviten är ett collage som kretsar kring jaget, tiden och den litterära traditionen. Den är tänkt att utspela sig i ett enda ögonblick där diktjagets tankevärld blandas med citat och allusioner från andra litterära verk av bland andra Emanuel Swedenborg, Carl Michael Bellman och Edith Södergran. Den långa dikten anknyter också till Ekelöfs Strountes-diktning där högt och lågt samsas om vartannat, invävt i texten finns till exempel obscena citat skrivna på latin.